# NGC 7479
| Galáxia espiral barrada NGC 7479 |                                                        |
|                                  |                                                        |
| Dados do catálogo:               |                                                        |
| Classificação do objeto:         | SBb I                                                  |
| Brilho superficial               | 13,1                                                   |
| Massa (Sol=1)                    | ----                                                   |
| Outras denominações:             | UGC 12343, MCG+02-58-060, H I-55, h 2205, GC 4892, etc |

NGC 7479 é uma galáxia espiral barrada localizada a cerca de cento e cinco milhões de anos-luz (aproximadamente 32,19 megaparsecs) de distância na direção da constelação de Pégaso. Possui uma magnitude aparente de 10,9, uma declinação de +12º 19' 00" e uma ascensão reta de 23 horas, 04 minutos e 56,4 segundos.
A galáxia NGC 7479 foi descoberta em 1784 por William Herschel.